# Falešní přátelé
Jako falešní přátelé nebo též zrádná slova se v jazykovědě označují slova nebo slovní spojení, která v různých jazycích stejně nebo podobně znějí, ale mají různé významy. To působí potíže studentům a méně zkušeným překladatelům.
Rozlišují se mezijazyková homonyma, kdy výrazy znějí nebo se píší stejně, a mezijazyková paronyma, kdy jsou si výrazy jen podobné, ale ne zcela stejné.

## Původ výrazu
Výraz falešní přátelé je překladem původního francouzského termínu faux amis, který užili autoři Maxime Kœssler a Jules Derocquigny v publikaci Les Faux amis; ou, Les pieges du vocabulaire anglais (conseils aux traducteurs), tj. česky Falešní přátelé aneb Pasti anglického slovníku (rady překladatelům), která vyšla roku 1928. Tento neologismus se rozšířil mezi lingvisty a překladateli, v jiných jazycích než francouzštině jsou též užívány jeho překlady (např. False Friends v angličtině).
Volný český překlad Zrádná slova použil Otomar Radina pro publikaci Zrádná slova ve francouzštině (vyšlo poprvé 1975). Příbuzný název nesou obdobné příručky Zrádná slova v němčině a polštině (1987, 1992), Zrádná slova v angličtině (1990, 1996), Zrádná slova v němčině (2006), Zrádná slova v ruštině (2015) a Zrádná slova v hospodářské němčině (2018).

## Absolutní a částečně zrádná slova
Jako absolutní zrádná slova je možno označit taková, která nikdy nelze použít tak, že slovo v jednom jazyce přeložíme slovem druhým. České exekutor má jiný význam, než anglické executor (vykonávatel závěti) a francouzské exécuteur (kat, popravčí). Takové případy jsou vzácné, protože slovo mívá obvykle více významů, z nichž jen jeden vylučuje překlad jeho jazykovým protějškem.
Častěji se jedná o případy, kdy slovo má několik významů, z nichž jeden nelze použít pro překlad podobně znějícím slovem v druhém jazyce. Slova jsou pak „zrádná“ jen částečně. Např. české slovo fronta má překladovou obdobu ve francouzštině front pro oblast vojenství, případně v politice. Pro frontu jako řadu čekajících osob odpovídá francouzský překlad queue nebo file d'attente.

## Příklady

### Čeština a angličtina
- Česky kontrolovat – anglicky to control: podobnost obou slov svádí jedno slovo automaticky překládat druhým, správný překlad slova kontrolovat do angličtiny však nejčastěji je to check, zatímco sloveso to control má základní význam řídit nebo ovládat.
- Česky aktuální – anglicky actual: správný překlad anglického slova actual do češtiny je nejčastěji skutečný, pouze v určitém kontextu to lze přeložit také jako aktuální. České slovo aktuální se zpravidla překládá jako current, up-to-date.
- Česky host – anglicky host: host v angličtině znamená hostitel.
- Česky guma – anglicky gum: gum znamená v angličtině žvýkačka nebo dáseň. Guma se anglicky řekne rubber.
- Česky bilion – anglicky (USA) billion: billion neznamená v americké angličtině 1012 ale 109, tedy miliardu.

### Čeština a francouzština
Absolutní
- Česky trafika – francouzsky trafic: správný překlad do francouzštiny je bureau de tabac či pro prodejnu tisku Maison de la presse; francouzskému trafic odpovídá české šmelina nebo nelegální obchod, v jiné souvislosti též provoz, doprava

Částečné
- Česky raketa – francouzsky raquette: správný překlad do francouzštiny slovem raquette je pro tenisovou raketu; pro meziplanetární raketu se používá fusée[3]

### Čeština a chorvatština
- Česky listopad – chorvatsky listopad: listopad v chorvatštině znamená říjen, kdežto listopad se chorvatsky řekne studeni
- Česky srpen – chorvatsky srpanj: srpanj v chorvatštině znamená červenec, kdežto srpen se chorvatsky řekne kolovoz
- Česky rok – chorvatsky rok: rok v chorvatštině znamená lhůta, kdežto rok se chorvatsky řekne godina
- Česky slovo – chorvatsky slovo: slovo v chorvatštině znamená písmeno, kdežto slovo se chorvatsky řekne reč nebo riječ
- Česky hodina – chorvatsky godina: godina v chorvatštině znamená rok, kdežto hodina se chorvatsky řekne sat
- Česky čáp – chorvatsky čap: čap v chorvatštině znamená volavka, kdežto čáp se chorvatsky řekne roda
- Česky sud – chorvatsky sud: sud v chorvatštině znamená soud, kdežto sud se chorvatsky řekne bačva
- Česky mrak – chorvatsky mrak: mrak v chorvatštině znamená tma, kdežto mrak se chorvatsky řekne oblak
- Česky kreveta – chorvatsky kreveta: kreveta je v chorvatštině množné číslo slova krevet, které znamená postel, kdežto kreveta se chorvatsky řekne škamp
- Česky jako – chorvatsky jako: jako v chorvatštině znamená velmi, kdežto jako se chorvatsky řekne kao
- Česky plivat – chorvatsky plivati: plivati v chorvatštině znamená plavat, kdežto plivat se chorvatsky řekne pljuvati
- Česky zakázat – chorvatsky zakazati: zakazati v chorvatštině znamená naplánovat, kdežto zakázat se chorvatsky řekne zabraniti či zabranjivati
- Česky volit – chorvatsky voliti: voliti v chorvatštině znamená milovat, kdežto volit se chorvatsky řekne izabrati
- Česky kruh – chorvatsky kruh: kruh v chorvatštině znamená chléb, kdežto kruh se chorvatsky řekne krug
- Česky zrak – chorvatsky zrak: zrak v chorvatštině znamená vzduch, kdežto zrak se chorvatsky řekne vid
- Česky hledat – chorvatsky gledati: gledati v chorvatštině znamená sledovat, kdežto hledat se chorvatsky řekne tražiti
- Česky pravda – chorvatsky pravda: pravda v chorvatštině znamená spravedlnost, kdežto pravda se chorvatsky řekne istina
- Česky nápad – chorvatsky napad: napad v chorvatštině znamená útok, kdežto nápad se chorvatsky řekne pomisao
- Česky zatím – chorvatsky zatim: zatim v chorvatštině znamená potom, kdežto zatím se chorvatsky řekne još nebo u međuvremenu
- Česky úžasný − chorvatsky užasan: užasan v chorvatštině znamená hrozný, kdežto úžasný se chorvatsky řekne nevjerojatan
- Česky strava – chorvatsky strava: strava v chorvatštině znamená strach, kdežto strava se chorvatsky řekne hrana
- Česky hrana − chorvatsky hrana: hrana v chorvatštině znamená jídlo či strava, kdežto hrana se chorvatsky řekne rub
- Česky rub − chorvatsky rub: rub v chorvatštině znamená hrana či okraj, kdežto rub se chorvatsky řekne stražnja strana
- Česky pokojný – chorvatsky pokojni: pokojni v chorvatštině znamená zesnulý, kdežto pokojný se chorvatsky řekne miran
- Česky popis – chorvatsky popis: popis v chorvatštině znamená seznam, kdežto popis se chorvatsky řekne opis
- Česky opis – chorvatsky opis: opis v chorvatštině znamená popis, kdežto opis se chorvatsky řekne kopija
- Česky vrah – chorvatsky vrag: vrag v chorvatštině znamená ďábel, kdežto vrah se chorvatsky řekne ubojica
- Česky závodník – chorvatsky zavodnik: zavodnik v chorvatštině znamená svůdce, kdežto závodník se chorvatsky řekne suparnik
- Česky frajer – chorvatsky frajer: frajer v chorvatštině znamená blbec či trapák, kdežto frajer se chorvatsky řekne kicoš
- Česky stanovat – chorvatsky stanovati: stanovati v chorvatštině znamená bydlet, kdežto stanovat se řekne kampirati
- Český vítěz – chorvatsky vitez: vitez v chorvatštině znamená rytíř, kdežto vítěz se chorvatsky řekne pobjednik

### Čeština a ruština
- České vor – ruské вор [vor] v ruštině znamená zloděj.
- České plot – ruské плот [plot] v ruštině znamená vor, plot je rusky забо́р [zabor]
- České trup – ruské труп [trup] v ruštině znamená mrtvola.
- České olovo – ruské олово [ólovo] v ruštině znamená cín, olovo je rusky свинец [sviněc]
- České střela – ruské стрела [strelá] znamená šíp, střela je rusky пуля [pulja]
- České šíp – ruské шип [šip] znamená trn
- Ruské родина [ródina] – česky vlast
- Ruské ужасный [užásnyj] – česky děsivý, úžasný je rusky изумительный [izumitěl'nyj]
- Ruské живот [živót] – česky břicho (ve starší češtině se rovněž používal výraz „život“ pro břicho); naopak české život se řekne rusky жизнь [žizň], což může připomínat české žízeň
- Ruské красный [krásnyj] – česky červený
- Ruské бухать [bucháť] – česky chlastat

### Čeština a slovenština
- Česky kel – slovensky kel: kel ve slovenštině znamená kapusta.
- Česky kapusta – slovensky kapusta: kapusta ve slovenštině (a v polštině) znamená zelí.
- Česky horký – slovensky horký: horký ve slovenštině znamená hořký. Horký se slovensky řekne slovem horúci.
- Česky stávka – slovensky stávka: stávka ve slovenštině znamená sázka.
- Česky drozd – slovensky drozd: drozd ve slovenštině znamená kos.
- Česky kouřit – slovensky kúriť: kúriť ve slovenštině znamená topit (vyrábět teplo).
- Česky řád – slovensky riad: riad ve slovenštině znamená nádobí. Slovensky řád se řekne poriadok.
- Česky sprostý – slovensky sprostý: sprostý ve slovenštině znamená hloupý nebo pitomý (ve starší češtině se rovněž používal výraz sprostý ve významu prostý, viz např. spojení sprostý lid)
- Česky chudý – slovensky chudý: chudý ve slovenštině (a v moravských nářečích) znamená hubený.
- Česky osa – slovensky osa: osa ve slovenštině znamená vosa.

### Čeština a polština
- Česky statek – polsky statek: statek v polštině znamená loď.
- Česky dobytek – polsky dobytek: dobytek v polštině znamená výdobytek, zatímco dobytek se polsky řekne bydło.
- Česky kantor – polsky kantor: kantor v polštině znamená směnárna.
- Česky květen – polsky kwiecień: kwiecień v polštině znamená duben, zatímco květen se polsky řekne maj.
- Česky pivnice – polsky piwnica: piwnica v polštině znamená sklep, zatímco pivnice se polsky řekne piwiarnia.
- Česky sklep – polsky sklep: sklep v polštině znamená obchod.
- Česky zápach – polsky zapach: zapach v polštině znamená vůně, zatímco zápach se polsky řekne smród.
- Česky čerstvý – polsky czerstwy: czerstwy v polštině znamená starý nebo oschlý, zatímco čerstvý se polsky řekne świeży.
- Česky ostatní – polsky ostatni: ostatni v polštině znamená poslední, zatímco ostatní se polsky řekne pozostały.
- Česky chyba – polsky chyba: chyba v polštině znamená asi, zatímco chyba se polsky řekne błąd.
- Česky ústava – polsky ustawa: ustawa v polštině znamená zákon, zatímco ústava se polsky řekne konstytucja.
- Česky jahoda – polsky jagoda: jagoda v polštině znamená bobule, zatímco jahoda se polsky řekne truskawka.
- Česky bydlo – polsky bydło: bydło v polštině znamená skot.
- Česky stolec – polsky stolec: stolec v polštině znamená výkal, zatímco stolec se polsky řekne stolica.
- Česky myslivec – polsky myśliwiec: myśliwiec v polštině znamená stíhačka, zatímco myslivec se polsky řekne myśliwy.
- Česky droga – polsky droga: droga v polštině znamená cesta, silnice, dráha, zatímco droga se polsky řekne narkotyk, hovorově drag
- Česky bezcenný – polsky bezcenny: bezcenny v polštině znamená neocenitelný, zatímco bezcenný se polsky řekne bezwartościowy

### Čeština a slovinština
- slovinsky otrok – česky dítě
- slovinsky kaditi – česky kouřit
- slovinsky moč – česky síla
- slovinsky zrak – česky vzduch

### Čeština a bulharština
- České napravo – bulharské направо: направо v bulharštině znamená rovně.
- České luk – bulharské лук: лук v bulharštině znamená cibule.
- České žiletka – bulharské жилетка: жилетка v bulharštině znamená vesta.
- České hodina – bulharské година: година v bulharštině znamená rok.
- České brzo – bulharské бързo: бързо v bulharštině znamená rychle.

### Čeština a makedonština
- České hodina – makedonské година: година v makedonštině znamená rok.
- České brzo – makedonské брзо: брзо v makedonštině znamená rychle.

### Čeština a ukrajinština
- České buchta – ukrajinské бухта: бухта v ukrajinštině znamená zátoka.
- České veselka – ukrajinské веселка: веселка v ukrajinštině znamená duha.
- České vila – ukrajinské вила: вила v ukrajinštině znamená vidle.

### Čeština a rumunština
- České prdele (nářečně i perdele) – rumunské perdele: obojí je množné číslo, ovšem rumunské  perdele je od slova perdea = závěs, záclona